# Moon Cresta
Moon Cresta es un videojuego matamarcianos creado en 1980 por la empresa japonesa Nichibutsu.

## Objetivo del juego
Moon Cresta es un simple matamarcianos en dos dimensiones al estilo del Space Invaders o el Galaxian. El jugador inicia el juego con una pequeña nave armada con un cañón láser. Al completar las primeras cuatro pantallas de ataques alienígenas, la nave de jugador se unirá con el segundo "nivel" de ésta. Después de pasar a través de otras dos pantallas con aliens, la nave se unirá con la tercera y última parte de ésta, dándole al jugador un arma más poderosa para acabar con sus enemigos.
Después de completar las primeras ocho pantallas, la nave del jugador se revertirá a su primera encarnación.

## Versiones hogareñas

### Consolas
- Nintendo Super Famicom (1995, "Nichibutsu Arcade Classics").
- Sony PlayStation 2 ("Oretachi Geasen Zoku Sono 5 - Moon Cresta").
- PlayStation 4 (2014, "Arcade Classics").
- Nintendo Switch (2019, "Arcade Classics").

### Computadoras
- Microtan 65 (1985).
- Sinclair ZX Spectrum (1985 - Incentive Software).
- Commodore C64 (1985 - Incentive Software).
- BBC B (1985, "Moon Cresta" - Incentive Software).
- Amstrad CPC (1986 - Incentive Software).
- Sharp X68000 (Año desconocido).
- Commodore C64 (1992, "Classic Arcadia 3").
- Sinclair ZX Spectrum (1992, "Classic Arcadia 3").

## Serie
- Moon Cresta (1980).
- Terra Cresta (1985).
- Dangar - Ufo Robo (1986).
- Terra Force (1987).
- Terra Cresta II (1992, NEC PC Engine).
- Terra Cresta 3D (1997, Sega Saturn).

## Curiosidades
- Moon Cresta fue también licenciado a la empresa Gremlin en septiembre de 1980.
- Este juego es conocido en los Estados Unidos como Eagle a través de la licencia de Centuri para su fabricación. Se lanzó en ese país en octubre de 1980.
- Bill Awalin y "el usu" poseen el récord oficial para el Moon Cresta con 152, 100 puntos.
- Existen tres versiones piratas de este juego: Fantazia, Super Moon Cresta y Mars Invader.